# Il coraggio di cambiare (film)
Il coraggio di cambiare (Duane Hopwood) è un film statunitense del 2005 uscito in Italia il 6 dicembre 2006.

## Trama
Un padre divorziato in un momento di difficoltà cerca di riunire la sua famiglia, prima che sia troppo tardi.